# Blue Army Tour
Blue Army Tour – dwudziesta piąta trasa koncertowa grupy muzycznej Aerosmith, w jej trakcie odbyło się osiemnaście koncertów.

## Program koncertów
1. "Draw the Line" lub "Let the Music Do the Talking"
2. "Love in an Elevator"
3. "Cryin'"
4. "Livin' on the Edge"
5. "Toys in the Attic"
6. "Rag Doll"
7. "Stop Messin Around" (cover Fleetwood Mac)
8. "I Don't Want to Miss a Thing"
9. "No More No More"
10. "Dude (Looks Like a Lady)"
11. "Walk This Way"

Bisy:
1. "Dream On" (zespół w utwór wplatał fragment "Home Tonight"; w Moskwie wplótł "Angel")
2. "Sweet Emotion"

## Lista koncertów
1. 10 czerwca 2015 – San Diego, Kalifornia, USA – Petco Park
2. 13 czerwca 2015 – Glendale, Arizona, USA - Gila River Arena
3. 24 czerwca 2015 – Evansville, Indiana, USA - Ford Center
4. 27 czerwca 2015 – Durant, Oklahoma, USA - Choctaw Events Center
5. 30 czerwca 2015 – Hidalgo, Teksas, USA - State Farm Arena
6. 3 lipca 2015 – Stateline, Nevada, USA - Harveys Outdoor Arena
7. 7 lipca 2015 – Santa Barbara, Kalifornia, USA - Santa Barbara Bowl
8. 10 lipca 2015 – Salinas, Kalifornia, USA - Salinas Sports Complex
9. 13 lipca 2015 – Kelowna, Kanada – Prospera Place
10. 16 lipca 2015 – Victoria, Kanada - Save on Foods Memorial Centre
11. 19 lipca 2015 – Fort McMurray, Kanada - Shell Place
12. 22 lipca 2015 – Cheyenne, Wyoming, USA - Cheyenne Frontier Days
13. 25 lipca 2015 – Minot, Północna Dakota, USA - North Dakota State Fair
14. 28 lipca 2015 – Ridgefield, Waszyngton, USA - Sleep County Amphitheater
15. 1 sierpnia 2015 – Las Vegas, Nevada, USA - MGM Grand Garden Arena
16. 4 sierpnia 2015 – Grand Rapids, Michigan, USA - Van Andel Arena
17. 7 sierpnia 2015 – Canton, Ohio, USA - Tom Benson Hall of Fame Stadium
18. 5 września 2015 – Moskwa, Rosja – Plac Łubiański